# Baranzate
Baranzate település Olaszországban, Lombardia régióban, Milánó megyében. Lakosainak száma 11 823 fő (2023. január 1.). Baranzate Bollate, Milánó és Novate Milanese községekkel határos.

## Népesség
A település népességének változása:
| Lakosok száma | 11 538 | 11 935 | 12 003 | 11 823 |
|               | 2013   | 2017   | 2018   | 2023   |